# Louis de Freycinet
Louis-Claude de Saulces de Freycinet lub Louis-Claude Desaulses de Freycinet (ur. 7 sierpnia 1779 w Montélimar w departamencie Drôme we Francji, zm. w Freycinet 18 sierpnia 1842) – oficer Francuskiej Marynarki Wojennej, podróżnik i odkrywca w obszarze południowego Pacyfiku.

## Początki kariery
Do marynarki zaciągnął się w wieku 15 lat, a w pierwszy swój rejs – jako kadet – wypłynął wraz ze starszym bratem, Louisem-Henrim de Saulces, baronem Freycinet (który później doszedł do rangi admirała), na pokładzie okrętu liniowego Hepreaux. Brał udział w pierwszych wojnach epoki rewolucji francuskiej lat 1792–1802.
W roku 1800 został nianowany podporucznikiem. W latach 1800–1804, razem z bratem Louisem (1777–1840), wziął udział w wyprawie południowoaustralijskiej Baudina, na statkach „Naturaliste” i „Geographe”. Po powrocie opatrzył mapami, dokończył i wydał Voyage de découvertes aux terres australes Perona (1807–1810). 
W trakcie wyprawy dwukrotnie awansował i objął dowództwo szkunera „Casuarina”, na pokładzie którego odbył rejs do Wyspy Kangura, a następnie do Île de France (dzisiejszy Mauritius). Po powrocie do Francji w roku 1804 otrzymał dowództwo fregaty „Voltigeur”, a po roku służby przeniesiony do wydziału kartograficznego marynarki.

## Wyprawa dookoła świata

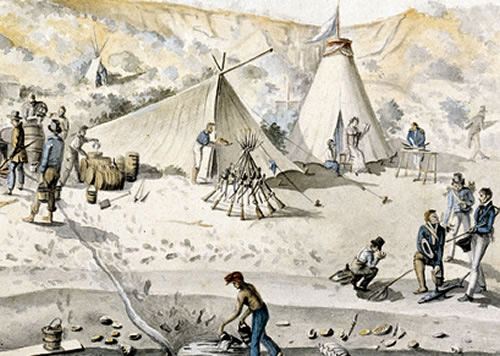
Obóz w Zatoce Rekina w Australii, ryc. J. Arago

W sierpniu 1816 roku Freycinet przedłożył ministrowi marynarki plan wyprawy naokoło świata. Głównym zadaniem wyprawy miało być badanie amplitudy wahadła zegarowego w różnych punktach globu w celu ostatecznego ustalenia kształtu Ziemi. W planie wyprawy znalazły się również badania nad fauną i florą oraz antropologią ludów zamieszkujących wyspy Pacyfiku. W ciągu kilku miesięcy uzyskał akceptację nowego władcy, króla Ludwika XVIII, który pragnął odbudowy prestiżu Francji i odzyskania utraconych kolonii.
17 września 1817 roku Freycinet, na pokładzie „Uranie” wypłynął z Tulonu na południe. W skład zespołu naukowego wchodzili rysownik Jacques Arago, oceanograf Louis-Isadore Duperrey, natualiści Joseph Paul Gaimard, Charles Gaudichaud-Beaupré i Jean René Constant Quoy. W wyprawie brała także udział żona Freycineta, Rose Pinon, zarejestrowana jako zwykły marynarz.
Po krótkich postojach na Wyspach Kanaryjskich i w Rio de Janeiro statek dotarł do Kapsztadu, gdzie doszło do spotkania z rosyjskim statkiem badawczym „Ruryk” pod dowództwem Ottona von Kotzebue, a następnie pożeglował przez Ocean Indyjski, by we wrześniu 1818 roku dotrzeć do Zatoki Rekina u wybrzeży Australii. Stamtąd Freycinet skierował statek ku Timorowi i Molukom, gdzie miało miejsce groźne spotkanie z piratami malajskimi, ale do zbrojnej konfrontacji nie doszło.
Po zbadaniu północnych wybrzeży Timoru Freycinet zawrócił na Pacyfik, odwiedzając Karoliny i Guam na Marianach. We wrześniu 1819 roku „Uranie” dotarła do Wysp Hawajskich, gdzie królewski premier, Kalanimoku, został ochrzczony podczas ceremonii na pokładzie okrętu. Ojcem chrzestnym był Freycinet.
Żeglując z Hawajów w kierunku wschodnich wybrzeży Australii Freycinet odkrył nieskartowaną jeszcze wyspę, której nadał imię własnej żony – Rose. Wyspa ta obecnie wchodzi w skład Samoa Amerykańskiego.
W listopadzie ekspedycja zatrzymała się na nieco dłużej w okolicach Sydney, gdzie naukowcy prowadzili badania magnetyzmu ziemskiego i refrakcji atmosferycznej.
W lutym 1820 roku podniesiono kotwicę i „Uranie” ruszyła w drogę powrotną do Francji. Już na Atlantyku, na wysokości Ziemi Ognistej, statek dostał się pod skrzydło huraganu, co skończyło się wyrzuceniem na skały na Falklandach. W związku z tym, że uszkodzenia były większe niż myślano, załoga wyniosła wszystkie użyteczne przedmioty na brzeg i założyła obozowisko. Po dwóch miesiącach rozbitków uratował przepływający w pobliżu amerykański żaglowiec „Mercury”, który zabrał ich do Montevideo.

## Ostatnie lata
W Montevideo Freycinet odkupił „Mercurego”, przemianował go na „Physicienne” i pożeglował do Francji, docierając do Hawru w listopadzie. Freycinet zasiadł natychmiast po powrocie do spisywania relacji z podróży. Dzieło Voyage autour du monde sur les corvettes Uranie et la Physicienne zawarte w trzynastu tomach i czterech atlasach było wydawane w ciągu następnych 24 lat, a ostatni tom ukazał się już pośmiertnie.
Osobne prace opisujące ekspedycję wydali Charles Gaudichaud-Beaupré, Jacques Arago i Rose Freycinet, żona podróżnika.
Freycinet był współzałożycielem Paryskiego Towarzystwa Geograficznego (1821); w pięć lat później został przyjęty w skład Académie française. W Marynarce Francuskiej dosłużył się stanowiska dyrektora departamentu kartograficznego, skąd w roku 1832 odszedł na emeryturę.